# 3548 Eurybates
3548 Eurybates è un asteroide troiano di Giove del campo greco del diametro medio di circa 72,14 km. Scoperto nel 1973, presenta un'orbita caratterizzata da un semiasse maggiore pari a 5,1913522 au e da un'eccentricità di 0,0886946, inclinata di 8,05947° rispetto all'eclittica. L'asteroide è dedicato a Euribate, messaggero acheo.
L'asteroide ha un satellite scoperto il 12 settembre 2018, il satellite è stato denominato Queta (3548 Eurybates I Queta) in onore di Norma Enriqueta “Queta” Basilio Sotelo, prima donna ad accendere il braciere olimpico.
Euribate, insieme al proprio satellite Queta sarà una delle tappe esplorative della missione esplorativa spaziale Lucy, finalizzata allo studio di alcuni asteroidi troiani di Giove.
È il membro principale della famiglia di asteroidi Eurybates..

## Missione Lucy
L'asteroide è uno degli otto che la missione spaziale Lucy partita nel 2021 sorvolerà per studiarne la geologia di superficie, albedo, la forma, la distribuzione spaziale dei crateri ed altri parametri, oltre alla composizione dei materiali di superficie e la composizione del sottosuolo. 3548 Eurybates sarà il secondo della serie ad essere raggiunto nell'agosto 2027.